# Альбінув-Малий
Альбінув-Малий (пол. Albinów Mały) — село в Польщі, у гміні Горай Білґорайського повіту Люблінського воєводства.
Населення — 43 особи (2011).
У 1975-1998 роках село належало до Замойського воєводства.

## Демографія
Демографічна структура станом на 31 березня 2011 року:
|          | Загалом | Допрацездатний вік | Працездатний вік | Постпрацездатний вік |
| -------- | ------- | ------------------ | ---------------- | -------------------- |
| Чоловіки | 20      | 7                  | 10               | 3                    |
| Жінки    | 23      | 7                  | 11               | 5                    |
| Разом    | 43      | 14                 | 21               | 8                    |